# Łukasz Drzewiński
Łukasz Drzewiński (ur. 9 marca 1984 r. w Gorzowie Wlkp.) – polski pływak, olimpijczyk z Aten 2004.

## Osiągnięcia
- 2001
  - 1. miejsce w Mistrzostwach Polski na dystansie 200 m stylem motylkowym
- 2002
  - 2. miejsce na Mistrzostwach Europy juniorów na dystansie 200 m stylem motylkowym
  - 8. miejsce na mistrzostwach Europy na dystansie 200 m stylem motylkowym
- 2004
  - 1. miejsce w Mistrzostwach Polski na dystansie 200 m stylem dowolnym
  - 2. miejsce w Mistrzostwach Polski na dystansie 200 m stylem motylkowym
- 2005
  - 7. miejsce w mistrzostwach świata na dystansie 800 m stylem dowolnym[1]

Na igrzyskach olimpijskich w 2004 roku wystartował na dystansie 200 m stylem dowolnym odpadając w eliminacjach (30 czas) i na dystansie 400 m stylem dowolnym gdzie uzyskał 14 czas (nie awansował do wyścigu finałowego)